# Marco de desarrollo constructivo

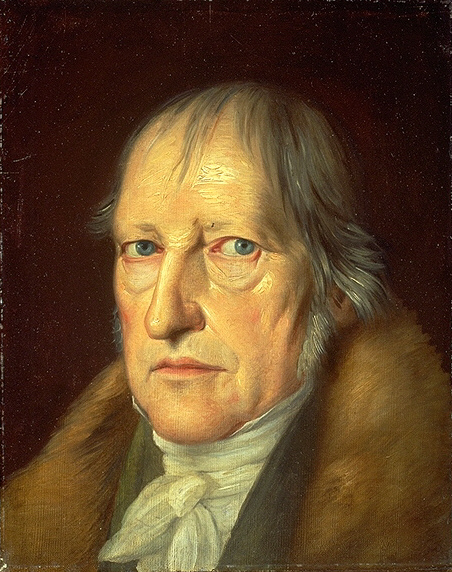
Hegel por Schlesinger 1831

El marco de desarrollo constructivo (CDF) es un marco teórico para la evaluación psicológica. El marco se basa en que la investigación muestra que la percepción del individuo de la realidad es construir activamente "su propio mundo", exclusivo para él y que sigue desarrollando a lo largo de su vida útil.
La metodología CDF implica tres instrumentos separados que miden, respectivamente, la etapa socioemocional de una persona, el nivel cognitivo de desarrollo y el perfil psicológico. Brinda tres perspectivas epistemológicas sobre personas individuales y equipos.

## Visión de conjunto
La evaluación psicológica basada en el CDF mide tres aspectos esenciales de una persona: desarrollo socioemocional (ED), desarrollo cognitivo (CD) y perfil de personalidad (NP), este último describe el comportamiento probable de una persona en términos de sus necesidades psicológicas y presiones (las fuerzas ambientales que perciben actuando sobre ellos) (conceptos desarrollados por el psicólogo Henry Murray). Estos tres aspectos diferentes se combinan para presentar una imagen única de la individualidad de una persona.
En el CDF, el desarrollo social-emocional de una persona se mide generalmente en términos generales y abstractos como una "etapa". Por el contrario, el desarrollo cognitivo de una persona se mide en términos de su uso del pensamiento dialéctico, que es mucho más específico para el individuo. La visión más diferenciada la ofrece el perfil de personalidad que mide los aspectos psicodinámicos subyacentes al comportamiento de una persona. Las tres dimensiones de una persona deben determinarse conjuntamente para hacer justicia a un individuo en una evaluación.
La metodología empírica de CDF se basa en la investigación empírica que comenzó bajo Lawrence Kohlberg en la década de 1960, continuada por Robert Kegan (1982, 1994), Otto Laske (1998, 2006, 2009, 2015) y otros. Laske (1998, 2009) introdujo los conceptos de la filosofía de Georg Wilhelm Friedrich Hegel y la Escuela de Frankfurt en el marco, estableciendo una diferenciación estricta entre el desarrollo socioemocional y cognitivo para abrir preguntas sobre su relación intrínseca como partes de la conciencia.
Kegan (1982) describió cinco etapas de desarrollo, de las cuales las cuatro últimas se alcanzan progresivamente solo en la adultez. Basseches (1984) demostró que los adultos trascienden potencialmente el pensamiento lógico formal a través del pensamiento dialéctico, en cuatro fases, mensurables mediante un índice de fluidez. Laske (2015) propuso que las formas de pensamiento dialéctico son una instancia de los cuatro momentos dialécticos de Bhaskar (MELD, Bhaskar 1993) y que estos momentos ontológicos forman una secuencia M → E → L → D que subyace al desarrollo cognitivo individual (Laske 2015). proporcionando una base para una ciencia cognitiva dialéctica.

## Desarrollo socioemocional

### Etapas del desarrollo adulto
Según el psicólogo del desarrollo Robert Kegan, el autoconcepto de una persona evoluciona en una serie de etapas a lo largo de su vida. Tal evolución está impulsada alternativamente por dos motivaciones principales: la de ser autónomo y la de pertenecer a un grupo. Los seres humanos están "controlados" por estas motivaciones en el sentido de que no tienen influencia sobre ellas, sino que son más bien definidos por ellas. Además, estas motivaciones están en conflicto y su relación se desarrolla a lo largo de la vida.
Kegan describe 5 etapas de desarrollo, de las cuales las 4 últimas se alcanzan progresivamente en la edad adulta, aunque solo una pequeña proporción de adultos alcanza la cuarta etapa y la quinta:
- Etapa 1: Impulso puro o impulsado por reflejos (primera infancia).
- Etapa 2: El sentido de la persona se rige por sus necesidades y deseos. Las necesidades y los deseos de los demás son relevantes solo en la medida en que respalden los de la persona. Efectivamente, la persona y otros habitan dos "mundos separados" (infancia a adolescencia).
- Etapa 3: El sentido de sí mismo de la persona está determinado socialmente, en función de las expectativas reales o imaginarias de los demás (postadolescencia).
- Etapa 4: El sentido de sí mismo de la persona está determinado por un conjunto de valores que ellos mismos han creado (raramente se logran, solo en la edad adulta).
- Etapa 5: El sentido de sí mismo de la persona ya no está ligado a ningún aspecto particular de sí mismo o de su historia, y es libre de permitirse enfocarse en el flujo de sus vidas (muy raramente logrado, madurez, después de la edad de 40 años).

El CDF se refiere a tales etapas como "social-emocionales" en la medida en que se relacionan con la forma en que una persona da sentido a su experiencia en el mundo social. El CDF sostiene que las personas rara vez están precisamente en una sola etapa, pero con mayor precisión se distribuyen en un rango donde están sujetas a las influencias conflictivas de una etapa superior y una inferior.

### El perfil socioemocional de una persona
El perfil socioemocional de la persona se evalúa mediante una entrevista, denominada entrevista "sujeto-objeto". En la entrevista, el entrevistador ofrece indicaciones tales como "éxito", "cambio", "control", "límites", "frustración" y "riesgo" e invita al entrevistado a describir experiencias significativas bajo esos títulos. El entrevistador sirve como un oyente, cuya función es enfocar la atención del entrevistado en sus propios pensamientos y sentimientos.
La entrevista se califica mediante la identificación de extractos de discurso que indican una etapa particular o subetapa. Las secciones relevantes se eligen a partir de la transcripción de la entrevista y se analizan para conocer las indicaciones de la etapa de desarrollo. La subestación más frecuente revelada por la puntuación se describe como el "centro de gravedad" del entrevistado. Las etapas marcadas por debajo del centro de gravedad se describen como "riesgo" (de regresión), mientras que las etapas puntuadas por encima del centro de gravedad se describen como "potencial" (para el desarrollo). La distribución de los puntajes se resume mediante un índice de "riesgo-claridad-potencial" (RCP) que se puede utilizar para caracterizar la naturaleza de los desafíos de desarrollo que enfrenta una persona.

## Desarrollo cognitivo

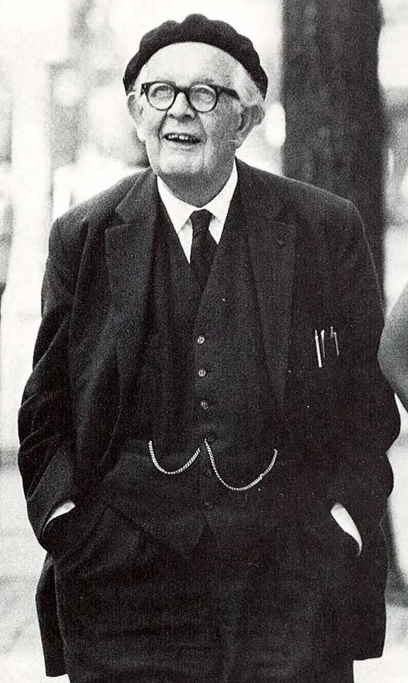
Jean Piaget en Ann Arbor

### Etapas del desarrollo cognitivo adulto
Según Jean Piaget, el pensamiento se desarrolla en 4 etapas desde la infancia hasta la adultez joven. Piaget denominó estas etapas sensorial-motora, pre-operacional, concreta-operacional y formal-operacional. Se considera que el desarrollo del pensamiento formal-operativo continúa hasta aproximadamente el 25º año de vida. Investigadores posteriores se han concentrado en la ahora famosa pregunta de Kohlberg: ¿hay vida después de los 25? En el CDF, el desarrollo del pensamiento post formal-operacional en un adulto se indica principalmente por la presencia del pensamiento dialéctico.
En el CDF, el pensamiento humano se considera que se desarrolla en cuatro fases secuenciales o 'eras', denominadas 'sentido común', 'comprensión', 'razón' y finalmente 'sabiduría práctica'. Las primeras tres fases del desarrollo del pensamiento puede relacionarse con los diferentes sistemas de pensamiento presentados por los filósofos Locke, Kant y Hegel. Cada fase incluye y trasciende el sistema de pensamiento de la fase anterior. La fase final de la "sabiduría práctica" vuelve a una forma superior de "sentido común", ya que constituye un pensamiento sofisticado que se ha convertido en una segunda naturaleza y por lo tanto sin esfuerzo. En contraste con otros investigadores del desarrollo adulto como Fischer y Commons, Laske describe el desarrollo cognitivo postformal en términos del uso y la coordinación de las formas de pensamiento dialéctico, que a su vez se describen como esquemas mentales.

### Cuatro clases de formas de pensamiento dialéctico
Ver también: DSRP
El pensamiento dialéctico tiene sus raíces en la filosofía clásica griega, pero también se encuentra en la antigua filosofía hindú y budista, y se relaciona con la búsqueda de la verdad a través de argumentos razonados. Encuentra su expresión principal en el trabajo del filósofo alemán Georg Hegel. Esencialmente, la dialéctica es vista como el sistema por el cual el pensamiento humano intenta capturar la naturaleza de la realidad. Basándose en Bhaskar y Basseches, el CDF utiliza un marco para el pensamiento dialéctico basado en la idea de que todo en la realidad es transitorio y está compuesto de contradicciones, parte de un todo más amplio, relacionado de alguna manera con todo lo demás, y sujeto a una transformación continua. Por lo tanto, este marco distingue el pensamiento dialéctico en términos de cuatro clases de formas de pensamiento dialéctico que pueden decirse que definen la realidad:
- Proceso (P) - cambio constante: esta clase de formas de pensamiento describe cómo las cosas o sistemas emergen, evolucionan y desaparecen;
- Contexto (C): estructuras estables: esta clase de formas de pensamiento describe cómo las cosas son parte de la estructura de un todo más grande, estable y organizado. La contextualización de las partes dentro de un todo da lugar a diferentes perspectivas o puntos de vista;
- Relación (R) - unidad en la diversidad: esta clase de formas de pensamiento describe cómo las cosas (que son todas parte de un todo más grande) están relacionadas y la naturaleza de su terreno común;
- Transformación (T): equilibrio y evolución: esta clase de formas de pensamiento describe cómo los sistemas vivos están en constante desarrollo y transformación, posiblemente a través del colapso de la forma previa de organización, y sujetos a la influencia humana.

Además, el CDF distingue siete formas de pensamiento individuales para cada clase, haciendo un total de 28 formas de pensamiento, que representan una reformulación de los 24 esquemas de Basseches.

## Vínculo entre el desarrollo social–emocional y el desarrollo cognitivo
El desarrollo social–emocional y el desarrollo cognitivo se ven como líneas separadas de desarrollo, pero unidas por la "etapa de juicio reflexivo" o "posición epistémica,": 137  descrita como la opinión de una persona sobre lo que constituye el "conocimiento" y "la verdad". La posición epistémica define la capacidad de una persona para lidiar con la incertidumbre y la inseguridad en su conocimiento del mundo y, junto con la etapa de desarrollo social–emocional, refleja la "postura" que una persona tiene hacia el mundo. Mientras que el desarrollo cognitivo permite a la persona tener "herramientas" para pensar derivadas de la lógica y de la dialéctica, la "actitud" de una persona determina si aplica las herramientas de pensamiento a su disposición.

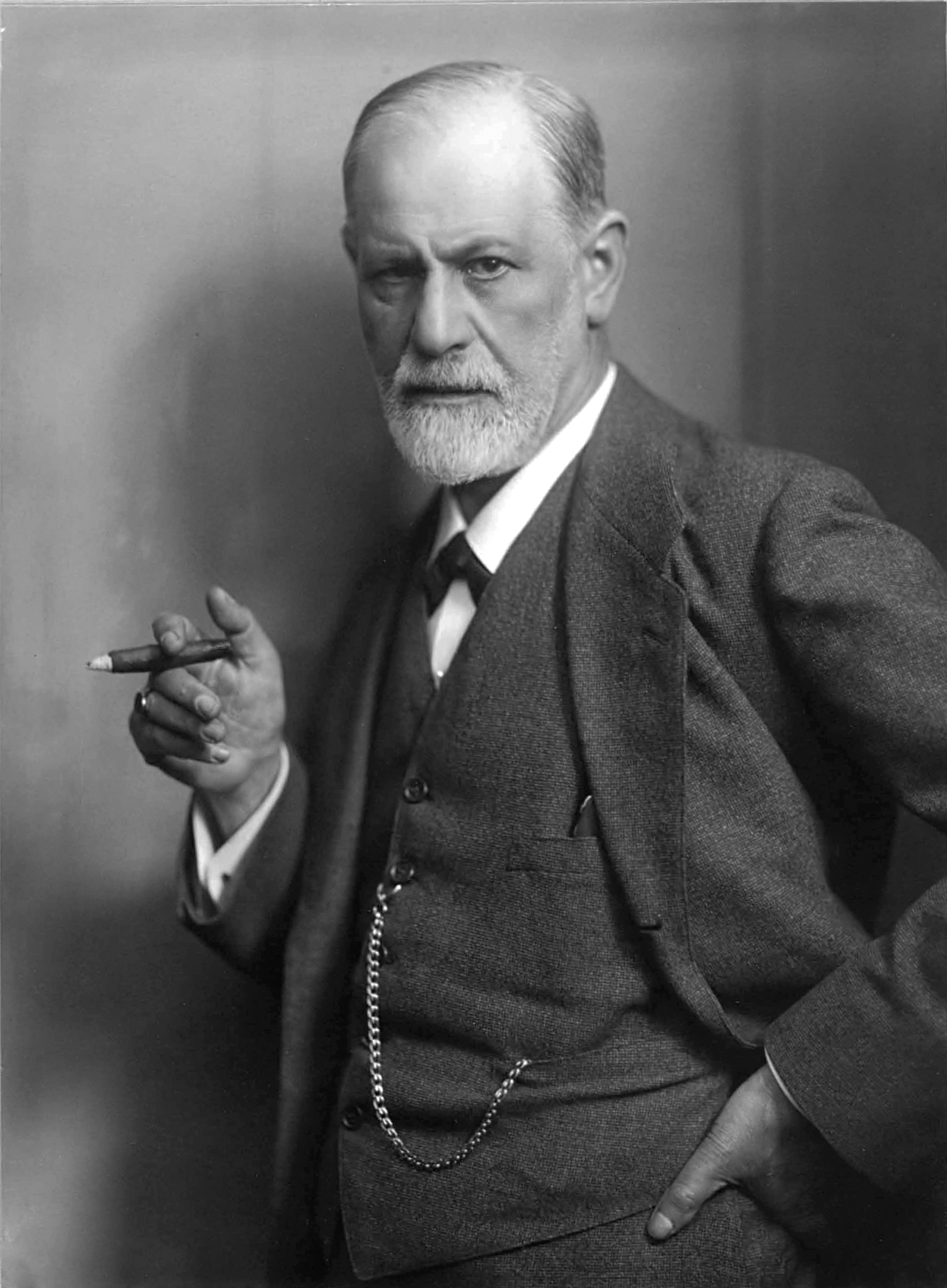
Sigmund Freud, por Max Halberstadt

## Personalidad

### Necesidades psicogénas y presiones
El CDF emplea la teoría presentada por el psicólogo Henry Murray de que gran parte de la conducta humana está determinada por el esfuerzo de satisfacer ciertas necesidades psicológicas (o "psicógenas"), muchas de las cuales son inconscientes. La personalidad se ve así como un comportamiento característico que surge de la dinámica entre el patrón de necesidades psicogénas de una persona y las fuerzas ambientales que actúan sobre esa persona, denominada "presiones".
El análisis de necesidad-presiones se basa en el modelo de Sigmund Freud de la psique humana dividido en los componentes del Inconsciente, Ego y Superego. En la vida, una persona está sujeta a los anhelos del Inconsciente, mientras aspira conscientemente a ciertos ideales impuestos por el Superego, que a su vez está influenciado por el contexto social. Es el equilibrio dinámico entre las fuerzas del Inconsciente y Superego y el ambiente de trabajo lo que determina la capacidad de trabajo de una persona. Los desequilibrios entre la realidad social del trabajo y los ideales de una persona conducen a la frustración, y los desequilibrios entre las necesidades inconscientes de una persona y sus ideales conducen a un desperdicio de energía o "sumidero de energía".

### El perfil de personalidad de una persona
La metodología de evaluación del CDF usa un cuestionario psicométrico autoinformado originado por el alumno de Henry Murray, Morris Aderman, llamado inventario de necesidad - prensiones.
El cuestionario evalúa las características psicológicas en términos de tres categorías: autoconducta, enfoque de tareas y perspectiva interpersonal, y compara las necesidades actuales de una persona con 1) lo que le gustaría en un mundo ideal y 2) lo que perciben que se ofrecen en la realidad. Cada categoría se compone de varias escalas, tales como: necesidad de control, impulso para lograr, afiliación, etc. Se pueden realizar comparaciones e interpretaciones entre las puntuaciones de una persona para "Necesidad" y sus puntajes para "Presiones" ideal y real. También se pueden hacer comparaciones entre las puntuaciones de una persona y las del grupo de personas con las que trabaja.

## Aplicaciones

### Evaluación de la capacidad de trabajo
La metodología de evaluación empleada por el CDF se creó para medir la capacidad de trabajo de las personas. La teoría del trabajo utilizada por el CDF se deriva del trabajo de Elliott Jaques. Según Jaques, el trabajo se define como la aplicación del juicio reflexivo para perseguir ciertos objetivos dentro de ciertos límites de tiempo. Esta definición enfatiza la importancia de la toma de decisiones y el lapso de tiempo dentro del cual las decisiones se llevan a cabo. Si bien Jaques ofrece una definición estrictamente cognitiva del trabajo, el CDF considera que los aspectos socioemocionales del trabajo son igualmente importantes.
El CDF distingue entre dos tipos de capacidad de trabajo, aplicada y potencial. La capacidad aplicada se refiere a los recursos que un individuo ya puede aplicar para realizar un trabajo. La capacidad potencial se refiere a los recursos que un individuo puede ser capaz de aplicar en el futuro. Un individuo puede decidir en cualquier momento no aplicar su capacidad de trabajo potencial. Igualmente las circunstancias pueden impedir que una persona aplique su potencial. Por lo tanto, la capacidad de trabajo no es lo mismo que la capacidad de entregar trabajo, sino que más bien la define.
En el CDF, la capacidad de trabajo se mide en términos del perfil de personalidad de necesidad - presiones, mientras que la capacidad aplicada se mide en términos de las herramientas de pensamiento mostradas por el perfil cognitivo, y la capacidad potencial se mide en términos del puntaje de riesgo-claridad-potencial del perfil social-emocional.

### Gestión del talento organizacional
Para Elliot Jaques, las organizaciones humanas están estructuradas de acuerdo con niveles de responsabilidad. Cada nivel de responsabilidad implica un mayor nivel de complejidad en el trabajo requerido del titular de la función, denominado "tamaño de la función". Jaques definió la noción de organización requerida, donde los roles en una organización están organizados jerárquicamente en niveles específicos de complejidad creciente.
La aplicación del CDF como una metodología de evaluación para medir el "tamaño de la persona" en términos de capacidad y capacidad de trabajo proporciona un camino a seguir para que los sistemas de gestión de talento puedan hacer coincidir el "tamaño de la persona" y el "tamaño del rol". Las funciones progresivamente más complejas requieren niveles progresivamente más altos de desarrollo socioemocional y desarrollo cognitivo en el titular de la función. De esta manera, las organizaciones requeridas pueden alinear su arquitectura de capacidad humana con su arquitectura de rendición de cuentas gerencial y diseñar "asignaciones de crecimiento" que faciliten el desarrollo de la capacidad para funciones más complejas.

### Coaching
CDF ofrece una plataforma para el coaching profesional, como en el desarrollo del liderazgo y el desarrollo de la gestión en una variedad de formas. En primer lugar, proporciona herramientas de evaluación a partir de las cuales el entrenador puede construir un modelo integrado completo con los desafíos de desarrollo del cliente a quien se debe ayudar. En segundo lugar, y en el sentido utilizado por Edgar Schein, el uso de las herramientas de evaluación y la retroalimentación de los resultados por parte del entrenador es un acto de "consulta de proceso" por el cual el cliente puede comprender mejor los supuestos, valores, actitudes y comportamientos que están ayudando o dificultando su éxito. En tercer lugar, el CDF proporciona herramientas para un pensamiento más profundo y más sofisticado, lo que permite al cliente explorar y ampliar su panorama conceptual de un problema.
El CDF distingue entre el entrenamiento de comportamiento y el de desarrollo. El objetivo del coaching conductual es mejorar el rendimiento real del cliente en el trabajo, descrito en términos del CDF como su capacidad aplicada. Por el contrario, el objetivo del coaching de desarrollo es iluminar y desarrollar las capacidades actuales y emergentes del cliente para el trabajo en el contexto de su desarrollo cognitivo y social-emocional.